# Rudolf Craemer
Rudolf Craemer (* 26. Mai 1903 in Hamburg; † 14. Mai 1941 in Berlin) war ein deutscher Historiker. Während der Weimarer Republik engagierte er sich auf dem „jungnationalen“ Flügel der Jugendbewegung und schloss sich dem Kreis um den Historiker Hans Rothfels an. Nachdem ihm während des Nationalsozialismus eine Professur dauerhaft verwehrt wurde, arbeitete er für das Arbeitswissenschaftliche Institut der Deutschen Arbeitsfront, für die er Grundsatzpapiere erarbeitete.

## Leben und Werk

### Während der Weimarer Republik
Craemer wurde als drittes Kind des Postrates und späteren Ministerialdirektors Peter Craemer, einem Mitbegründer des Deutschbundes, geboren. Pate Rudolf Craemers war der völkische Journalist und Politiker Friedrich Lange mit welchem u. a. sein Vater 1894 den Deutschbund gegründet hatte. In Berlin-Steglitz war Craemer 1919 Mitbegründer des vom Deutschnationalen Jugendbundes abgespaltenen Jung-Völkischen Bundes, mit dem er sich 1921 dem Jungnationalen Bund (Junabu) anschloss. Gemeinsam mit Heinz-Dietrich Wendland arbeitete er Ende der 1920er Jahre in Friedrich Brunstäds Evangelisch Sozialer Schule in Berlin-Spandau. Craemer gehörte auch der Deutsch-akademischen Gildenschaft an, in Königsberg etwa der ostpreußischen Gilde „Skuld“. 1930/31 war er Schriftleiter der Jungnationalen Stimmen, der Bundespublikation des Junabu. 1932 nahm er an einer vom Deutschnationalen Handlungsgehilfen-Verband auf der Burg Lobeda organisierten „Politischen Führertagung“ einer Gruppe um Wilhelm Stapel und Carl Schmitt teil, der außerdem Ernst Forsthoff, Ernst Rudolf Huber, Albrecht Erich Günther, Benno Ziegler, Giselher Wirsing und Friedrich Vorwerk angehörten. Im Tagungsbericht formulierte Craemer: „Gemeinsam bekannten wir uns zum weltgeschichtlichen Beruf des deutschen Volkes als einer nur religiös erfaßbaren Bestimmung.“
Nachdem er 1922 das Abitur an der Oberrealschule Steglitz abgelegt hatte, studierte Craemer Germanistik, Philosophie und Geschichte in Berlin, Heidelberg und Göttingen. 1928 promovierte er bei Erich Marcks über Gladstone als christlicher Staatsmann. Marcks vermittelte ihm anschließend eine von der Notgemeinschaft der deutschen Wissenschaft finanzierte Assistentenstelle bei Willy Andreas in Heidelberg. Am 1. Oktober 1930 wechselte Craemer auf eine Habilitationsstelle nach Königsberg zu Hans Rothfels. Gemeinsam mit anderen Historikern, darunter Erich Maschke, Werner Markert, Werner Conze und Theodor Schieder (seit 1933) bildete er den sogenannten „Rothfels-Kreis“. Rothfels, Maschke und Craemer traten 1931 der sogenannten Ring-Bewegung bei, die ein plebiszitär gestütztes Präsidialregime unter Ausschluss des Parlaments forderte. Schon im Juli 1932 konnte sich Craemer bei Rothfels über den Ursprung deutschen Staatsbewußtseins nach dem Dreißigjährigen Krieg habilitieren.
Bereits während der Weimarer Republik vertrat Craemer seine großdeutsche und völkische Weltanschauung. Wie andere Mitglieder des Junabu unter Heinz Dähnhardt schloss er sich der Volkskonservativen Vereinigung unter Gottfried Treviranus an. Er begrüßte 1931 Heinrich Brünings Kanzlerkandidatur, aber auch die „Zukunftsbereitschaft, durch welche Hitlers Bewegung die Nation ergriff“. Von besonderem Einfluss war allerdings Hans Rothfels, der mit seinen Arbeiten zu einer revisionistischen Ostpolitik eine volkstumspolitische Radikalisierung herbeiführte und die Bismarcksche Sozialpolitik zur historischen Legitimation eines korporatistischen Gesellschaftsmodell für die Gegenwart deutete. In diesem Sinne stellte Craemer in Der Kampf um die Volksordnung Bismarcks „Staatssozialismus“ als eine „Sozialpolitik der Gesamtheit“ dar, die, so die Interpretation Karl Heinz Roths, die Zerstörung der Weimarer Arbeiterbewegung legitimierte und ultraimperialistisch-„gesamtdeutsche“ Expansionsträume sozialpolitisch vorbeugend absicherte.

### Während des Nationalsozialismus
Nachdem Rothfels als Jude 1934 Lehrverbot erhalten hatte, führte Craemer mit Hilfe von Stipendien und Beihilfen den Lehrbetrieb zur neueren Geschichte an der Universität Königsberg fort. In einem Aufsatz Anfang 1934 kritisierte Craemer Gerhard Ritter und vor allem Friedrich Meinecke, dem er vorwarf, nicht in der Lage zu sein, sich der nationalsozialistischen Volksgemeinschaft begrifflich unterzuordnen. Die „Losung der völkisch-staatlichen Erneuerung“ solle sich auf die „Volkstumsgrenzen“ des Mittelalters beziehen und nicht auf die den deutschen „Volksraum“ verstümmelnden  „Diktatgrenzen“.
Ungeachtet seiner völkischen Überzeugungen wurde Craemers akademische Karriere von der NSDAP unterbunden. Die Parteiamtliche Prüfungskommission zum Schutze des nationalsozialistischen Schrifttums verfügte das Verbot seiner Anfang 1935 abgeschlossenen und bis Mitte 1936 gedruckten Arbeit zur Geschichte deutscher Gegenwart. Craemer hatte darin unter anderem Hitlers Vorgehen beim sogenannten Röhm-Putsch als Einlösung von dessen „Verpflichtung gegen die Wehrmacht“ und Reichspräsident Paul von Hindenburg dargestellt. Die Reichsleitung der NSDAP intervenierte beim Reichserziehungsministerium, das die Universitätsleitung informierte. Zwar hatte Craemer am 6. November 1937 die Aufnahme in die NSDAP beantragt und wurde rückwirkend zum 1. Mai desselben Jahres aufgenommen (Mitgliedsnummer 5.479.845) sowie 1937/38 ein Ehrengerichtsverfahren überstanden, aber eine körperliche Behinderung Craemers, die seine Augen mehr als gewöhnlich hervortreten ließ, wurde zum Vorwand genommen, um ihm die Eignung für Lehrauftrag und Dozentur abzusprechen und eine außerordentliche Professur abzulehnen. Nachdem eine Bewerbung für den preußischen Archivdienst gescheitert war, erhielt er zum 1. Juli 1938 eine Anstellung beim Arbeitswissenschaftlichen Institut (AwI) der Deutschen Arbeitsfront (DAF) in Berlin. Hier übernahm er die Abteilung „Geschichte der Arbeit“, die nach seinem Vorschlag zum Referat für Sozialgeschichte umgewidmet wurde.
In seinen Studien für das AwI beschäftigte sich Craemer raum- und volkstumsgeschichtlich mit den Sudetengebieten, dem Protektorat Böhmen und Mähren, Polen, Elsaß-Lothringen und Südosteuropa, in denen er die deutsche Expansion historisch legitimierte. Außerdem verfasste er Grundsatzpapiere, die, so Karl Heinz Roth, die DAF mit wichtigen historisch-ideologischen Legitimationsmustern ausstatteten. Es habe sich um eine „Synthese von Machtstaatsdenken, Rassismus und sozialimperialistischem Weltmachtsanspruch“ gehandelt. Das von Craemer entwickelte Paradigma des Bismarckschen „Staatssozialismus“ habe Robert Ley benutzt, um 1939 seine Initiative zur Militarisierung und Intensivierung der Arbeitsverhältnisse gegenüber Reichsarbeitsministerium als „Volksschutz“-Initiative zu legitimieren.
In diesem Zusammenhang plante Craemer federführend eine Quellenedition zur Bismarckschen Sozialpolitik. Er stand Walter Frank nahe, den er als Bundesbruder in der Jugendbewegung kannte. Frank holte Craemer in den Sachverständigenbeirat der „Forschungsabteilung Judenfrage“ seines Reichsinstituts für Geschichte des neuen Deutschlands. Für Frank projektierte Craemer eine Edition der Werke von Carl Peters und schrieb ein antisemitisches Buch über Benjamin Disraeli, das 1941 als Band V der vom Reichsinstitut herausgegebenen Forschungen zur Judenfrage erschien. Darin stellte Craemer Disraeli als Symbol der angeblichen politischen Machtergreifung des Judentums im 19. Jahrhundert dar.
Am 16. Februar 1940 erklärte das Reichserziehungsministerium Craemers Lehrbefugnis für erloschen. Craemer erkrankte im gleichen Monat schwer an einem tuberkulösen Darmtumor. Nach einer Operation zog er sich eine Bauchfellentzündung zu und starb am 14. Mai 1941.

## Schriften (Auswahl)
- Gladstone als christlicher Staatsmann. Hanseatische Verlagsanstalt, Hamburg 1929.
- Zur großdeutschen Geschichtsdeutung. In: Volk und Reich. Politische Monatshefte. 8 (1932), S. 518–534.
- Der Kampf um die Volksordnung. Von der preußischen Sozialpolitik zum deutschen Sozialismus. Hanseatische Verlagsanstalt, Hamburg 1933.
- Evangelische Reformation als politische Macht. Vandenhoeck & Ruprecht, Göttingen 1933.
- Geschichte deutscher Gegenwart. Königsberg 1935.
- Graf Wilhelm von Schaumburg-Lippe. Ein deutscher Fürst der Aufklärungszeit. In: Niedersächsisches Jahrbuch für Landesgeschichte 12 (1935), S. 111–143.
- Deutschtum im Völkerraum. Geistesgeschichte der ostdeutschen Volkstumspolitik. Kohlhammer, Stuttgart 1938.
- Das Sudetendeutschtum. Raum und Reich. In: Karl Haushofer, Hans Roeseler (Hrsg.): Das Werden des deutschen Volkes. Von der Vielfalt der Stämme zur Einheit der Nation. Propyläen, Berlin 1939, S. 292–305.
- Bismarcks Erbe in der Sozialversicherung. Verlag der Deutschen Arbeitsfront, Propagandaamt, Berlin 1935, wieder 1940.[13]
- Sozialpolitik zwischen zwei Kriegen in Deutschland, Frankreich und England. Deutsche Arbeitsfront, Berlin 1940.
- Benjamin Disraeli. Hanseatische Verlagsanstalt, Hamburg 1941.